# Aggie Memorial Stadium
O Aggie Memorial Stadium é um estádio localizado em Las Cruces (Novo México), Las Cruces, Estados Unidos, possui capacidade total para 28.562 pessoas, é a casa do time de futebol americano universitário New Mexico State Aggies football da Universidade Estadual do Novo México. O estádio foi inaugurado em 1978, o nome é dedicado aos alunos mortos na Guerra da Coreia e na Guerra do Vietnã.